# Martin Lätzel

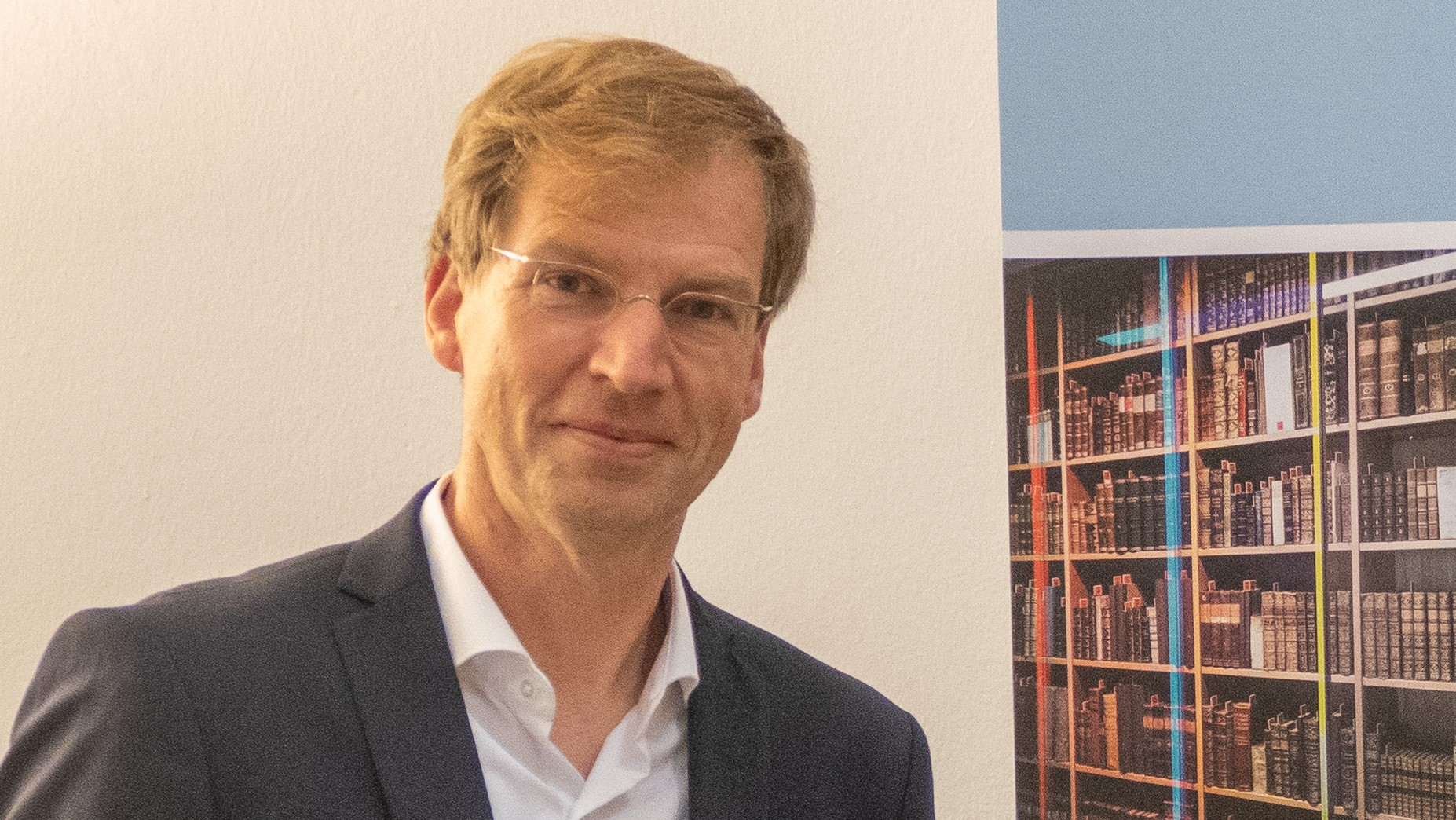
Martin Lätzel (2020)

Martin Lätzel (* 1970 in Essen) ist ein deutscher Kulturmanager, Autor und Direktor der Schleswig-Holsteinischen Landesbibliothek in Kiel.

## Leben
Martin Lätzel studierte an der Ruhr-Universität Bochum von 1991 bis 1996 Theologie und Geschichte. An der Katholisch-Theologischen Fakultät der Ruhr-Universität wurde er 2004 bei Irmgard Pahl zum Dr. theol. promoviert. Er engagierte sich langjährig bei der Deutschen Pfadfinderschaft Sankt Georg in der Öffentlichkeitsarbeit und der pädagogischen Konzeption auf Bundesebene. Seit 1996 war er tätig bei der Katholischen Kirche, unter anderem als Gefängnisseelsorger, Diözesanjugendseelsorger und BDKJ-Präses; zuletzt als Leiter der Pastoralen Dienststelle Schleswig-Holstein und Vertreter des Erzbistums Hamburg beim Land Schleswig-Holstein.
Von 2008 bis 2013 war er Verbandsdirektor des Landesverbandes der Volkshochschulen Schleswig-Holsteins. Seit 2013 war Lätzel in der Kulturverwaltung des Ministeriums für Bildung, Wissenschaft und Kultur des Landes Schleswig-Holstein tätig, schwerpunktmäßig in der Koordination der strategischen Kulturpolitik.
Im Mai 2019 übernahm Lätzel die Leitung der Schleswig-Holsteinischen Landesbibliothek in Kiel, die zukünftig um ein Zentrum für Digitalisierung und Kultur und das digitale Haus der Landesgeschichte erweitert werden soll.
Seit September 2020 lehrt Martin Lätzel als Honorarprofessor für Kulturmanagement und Digitalisierungspolitik an der Fachhochschule Kiel.

## Veröffentlichungen (Auswahl)

### Monografien
- Zweifel – Bruder des Glaubens. Eine Ermutigung für Christen. Don Bosco, München 2004, ISBN 3-7698-1479-7.
- Den Fernen nahe sein. Religiöse Feiern mit Kirchendistanzierten. Pustet, Regensburg 2004, ISBN 3-7917-1883-5, (zugleich Dissertation, Bochum 2002).
- Gott begegnen. Liturgie verstehen und feiern. Pustet, Regensburg 2005, ISBN 3-7917-1975-0.
- Die Katholische Kirche im Ersten Weltkrieg. Zwischen Nationalismus und Friedenswillen. Pustet, Regensburg 2014, ISBN 3-7917-2581-5.
- Alte Wurzeln, neue Heimat – die Enkel der Flüchtlinge und Vertriebenen als Avantgarde Europas. Verlag Traugott Bautz, Nordhausen 2015, ISBN 3-95948-017-2.
- Bruno Topff. Der Präsident von Alsen. Wie ein Schneider eine Revolution machte. KJM Buchverlag, Hamburg 2023, ISBN 978-3-96194-199-5.

### Herausgeberschaften
- zusammen mit Joachim Liß-Walther: Christentum zwischen Nord- und Ostsee. Eine kleine ökumenische Kirchengeschichte Schleswig-Holsteins. Edition Temmen, Bremen 2006, ISBN 3-86108-048-6.
- Räume öffnen. Gottesdienste feiern mit kirchlich Distanzierten. Ein Werkstattbuch. Pustet, Regensburg 2005, ISBN 3-7917-1976-9.
- Gottes ungeliebte Kinder. Briefe an biblische Außenseiter. Deutscher Katecheten-Verein, München 2005, ISBN 3-88207-358-6.
- Was Dichter glauben. Gespräche über Gott und Literatur. Wittig, Kiel 2011, ISBN 978-3-8048-4505-3.
- zusammen mit Valentin Dessoy, Gundo Lames und Christian Hennecke: Kirchenentwicklung. Ansätze – Konzepte – Praxis – Perspektiven. (= Gesellschaft und Kirche – Wandel gestalten. Band 4). Paulinus, Trier 2014, ISBN 978-3-7902-1825-1.
- zusammen mit Olaf Irlenkäuser: Schleswig-Holstein. Literaturland im Norden. Von Achterwehr bis Wrist, von Andersen bis Zaimoglu. Wachholtz, Kiel 2021, ISBN 978-3-529-05068-8.
- zusammen mit Tobias Hochscherf: KI & Kultur: Chimäre oder Chance? Voraussetzungen – Anwendungen – Potentiale. Wachholtz, Kiel 2023, ISBN 978-3-529-05082-4 (Digitalisat).

### Beiträge
- zusammen mit Berit Johannsen: Strategieplanung in der Kulturpolitik: Der Kulturdialog »Kulturperspektiven Schleswig-Holstein«. In: Jahrbuch für Kulturpolitik 2013, Band 13: Kulturpolitik und Planung. Herausgegeben für das Institut für Kulturpolitik der Kulturpolitischen Gesellschaft von Norbert Sievers, Ulrike Blumenreich und Patrick S. Föhl. Klartext Verlag, Bonn / Essen 2013, S. 227–234, ISBN 978-3-8375-1171-0.
- Digitalisierung – Status quo und Strategien im Geschäftsbereich des Ministeriums für Justiz, Kultur und Europa in Schleswig-Holstein. In: Ellen Euler und Paul Klimpel: Föderale Vielfalt – Globale Vernetzung. Strategien der Bundesländer für das kulturelle Erbe in der digitalen Welt. (= Kulturelles Erbe in der digitalen Welt. Band 2) Hamburg University Press, Hamburg 2016, ISBN 978-3-943423-34-1, S. 136–149. (Digitalisat)
- mit Heinrich Wolf: Herausforderung Kulturelles Erbe und Kulturmanagement. In: Kompendium Kulturmanagement. Handbuch für Studium und Praxis. Bearbeitet Armin Klein. 4. Auflage. Verlag Franz Vahlen, München 2017, ISBN 978-3-8006-5362-1, S. 415–424.
- Kulturpolitik in der Kultur der Digitalität. In: Lorenz Poellmann und Clara Herrmann: Der digitale Kulturbetrieb. Strategien, Handlungsfelder und Best Practices des digitalen Kulturmanagements. Springer Gabler, Wiesbaden 2019, ISBN 978-3-658-24029-5, S. 37–53
- Kulturpolitik in Schleswig-Holstein. In: Wilhelm Knelangen und Friedhelm Boyken: Politik und Regieren in Schleswig-Holstein. Grundlagen – politisches System – Politikfelder und Probleme. Springer VS, Wiesbaden 2019, ISBN 978-3-658-25748-4, S. 259–278.
- Eine Sache der Hoffnung. Kulturpolitische Implikationen zu Heimat und Identität. In: Jahrbuch Kulturpolitik 2019. Band XX – Kulturpolitik und Planung. Herausgegeben für das Institut für Kulturpolitik der Kulturpolitischen Gesellschaft. Transcript, Bielefeld 2020, ISBN 978-3-8394-4491-7, S. 95–103. (Digitalisat)
- Eine offene Heimat zwischen den Meeren. (75 Jahre Bundesland Schleswig-Holstein.) In: Kirchenbote – Wochenzeitung für das Bistum Osnabrück Nr. 34, 29. August 2021, S. 13.